# Чёрный кларино
Чёрный кларино (лат. Entomodestes coracinus) —  вид птиц  семейства дроздовых. Подвидов не выделяют. Представители вида распространены в Южной Америке.

## Описание
Чёрный кларино достигает длины 23 см и массы около 56 г. Половой диморфизм не выражен. Взрослые особи в основном блестящего чёрного цвета с заметными серебристо-белыми «щеками» (белое пятно идёт от основания клюва до кроющих перьев ушей). Нижние кроющие перья крыльев (видны в полёте) и подмышечные впадины белого цвета. Нижняя половина внешних рулевых перьев также белая. Радужная оболочка красная. Надклювье тёмное, подклювье желтовато-оранжевое. Ноги тёмно-серовато-коричневые. Молодые особи более тусклой окраски, в основном коричневого цвета; белые пятна на подмышечных впадинах отсутствуют. 

## Вокализация
Песня представляет собой высокое, слабое, но далеко разносящееся, жужжащее, носовое «weeeeeenh», немного длиннее одной секунды. Эта песня очень похожа на песню родственного трёхцветного кларино (E. leucotis), но слышна очень редко. Позывка слышится как слабое, слегка жужжащее «tzeeeeeeee», длящееся 1—2 секунды.

## Распространение и места обитания
Ареал чёрного кларино ограничен юго-западом Колумбии и северо-западом Эквадора. Естественными местами обитания являются мшистые, влажные леса тропической и нижней субтропической зон между 400 м и 1900 м над уровнем моря, но в основном между 600 м и 1600 м, часто встречается на опушках и полянах, иногда проникает во вторичные леса. 

## Биология
Чёрный кларино кормится поодиночке, парами или небольшими группами, иногда присоединяется к смешанным стаям кормящихся птиц. В состав рациона входят фрукты и ягоды, например, семейства Меластомовые.
Размножение происходит в июле. Обнаружено всего два гнезда, оба из заповедника Reserva Natural La Planada в департаменте Нариньо, Колумбия. Гнездо располагалось на высоте 1,7 м над землей и представляло собой чашечку из мха, выстланную коричневыми корешками, расположенную в густой растительности. Средние размеры четырёх измеренных яиц составляли 27,6x19,3 мм, а масса — 4,0 г.